# Belle-Vue

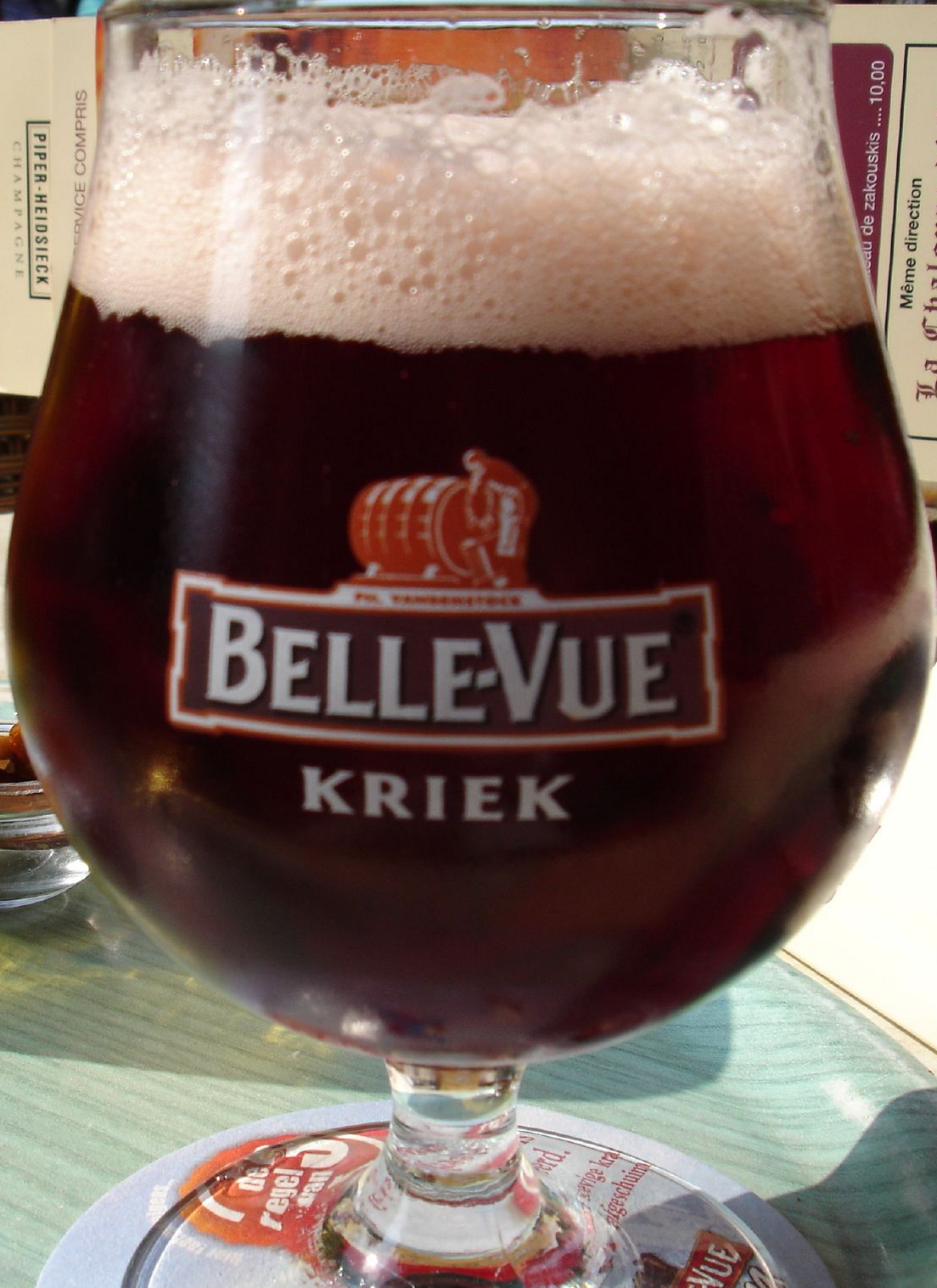

Belle-Vue ist der Markenname verschiedener Biere aus Belgien, die von der Brasserie Belle-Vue gebraut werden.
Die Brauerei hat ihren Sitz in Sint-Pieters-Leeuw in der Provinz Flämisch-Brabant und gehört zu Anheuser-Busch InBev.
Brasserie Belle-Vue ist die größte Brauerei, die Lambic-Biere (spontan vergorene Biere wie Geuze oder Fruchtlambics wie Kriek oder Himbeere) herstellt.

## Varianten
Die  Geuzes von Belle-Vue bestehen zu etwa zwei Dritteln aus Gerstenmalz und einem Drittel Weizenmalz, die aus einer Mischung von jungem (1 Jahr) und älteren (2 bis 3 Jahre) Lambics verschnitten werden.
- Belle-Vue Gueuze, ein helles Bier mit 5,2 % Volumenprozent.
- Belle-Vue Kriek, ein fruchtiges Kirschbier mit einem Alkoholgehalt von 5,2 % Volumenprozent.
- Belle-Vue Kriek Extra, ein leichteres fruchtiges Kirschbier mit  4,3 % Volumenprozent.
- Belle-Vue Framboise, ein Bier, dessen Frucht von Himbeere bestimmt wird mit 5,2 % Volumenprozent.
- Belle-Vue Framboise Extra, eine noch leichtere Variante des himbeeraromatisierten Bieres mit 2,9 % Volumenprozent.